# Амарал Перейра де Кастро, Карлос Эдуардо
Ка́рлос Эдуа́рдо Амара́л Пере́йра де Ка́стро (порт.-браз. Carlos Eduardo Amaral Pereira de Castro), более известный, как Ка́ду (порт.-браз. Cadu; род. 24 мая 2004, Дивинополис), — бразильский футболист, нападающий клуба «Атлетико Минейро».

## Клубная карьера
Каду — воспитанник клуба «Атлетико Минейро». 4 мая 2023 года в поединке Кубка Либертадорес против перуанского «Альянса Лима» игрок дебютировал за основной состав. 20 мая в матче против «Коритибы» он дебютировал в бразильской Серии A. 2 марта 2024 года в поединке Лиги Минейро против «Ипатинги» игрок забил свой первый гол за «Атлетико Минейро». В составе клуба Каду дважды выиграл чемпионат штата.

## Достижения
Клубные
 «Атлетико Минейро»
- Победитель Лиги Минейро (2) — 2024, 2025